# Evaristus Thatho Bitsoane
Evaristus Thatho Bitsoane (ur. 17 września 1938 w Rojane, zm. 17 lipca 2010) – sotyjski duchowny rzymskokatolicki, biskup Qacha's Nek.

## Biografia
Evaristus Thatho Bitsoane urodził się 17 września 1938 w Rojane w Lesotho. 19 grudnia 1964 otrzymał święcenia prezbiteriatu z rąk prefekta Kongregacji Rozkrzewiania Wiary kard. Grzegorza Piotra XV Agadżaniana i został kapłanem diecezji Qacha's Nek.
17 lipca 1981 papież Jan Paweł II mianował go pierwszym sotyjskim biskupem Qacha's Nek. 11 października 1981 przyjął sakrę biskupią z rąk arcybiskupa Maseru Alfonso Liguoriego Morapeli OMI. Współkonsekratorami byli arcybiskup Pretorii George Francis Daniel oraz biskup Leribe Paul Khoarai.
W latach 1991–1997 i 2002 - 2010 był przewodniczącym Konferencji Episkopatu Lesotho. Zmarł 17 lipca 2010.